# La pitjor bruixa
La pitjor bruixa (títol original en anglès, The Worst Witch) és una sèrie de televisió infantil de drama fantàstic. Basada en la sèrie de novel·les homònima publicada el 1974 per Jill Murphy, la sèrie segueix les aventures i la formació de la Mildred Hubble (Bella Ramsey a la temporada 1-3, Lydia Page a la temporada 4), les seves amigues Maud Spellbody (Meibh Campbell a la temporada 1, Megan Hughes a les temporades 2-4) i Enid Nightshade (Tamara Smart) i les rivals Ethel Hallow (Jenny Richardson), Drusilla Paddock (Tallulah Milligan) i Felicity Foxglove (Dagny Rollins), sota l'atenció de la directora Miss Cackle (Clare Higgins) i l'estricta directora adjunta Miss Hardbroom (Raquel Cassidy). És la cinquena adaptació de la franquícia després del telefilm de 1986, la sèrie de televisió de 1998 i les sèries derivades de 2001 i 2005. S'ha doblat al català pel canal Super3.
La sèrie va ser una coproducció internacional entre CBBC, ZDF i Netflix. La sèrie va estar disponible per reproduir-la internacionalment a Netflix el 22 de juliol de 2017. Va estar disponible per als membres del Regne Unit, Irlanda i Alemanya després de la seva estrena a CBBC i ZDF. La sèrie es va estrenar a CBBC l'11 de gener de 2017. Una segona temporada es va començar a emetre el 8 de gener de 2018. La segona temporada es va estrenar a Netflix Austràlia el 27 de juliol de 2018. La tercera temporada va començar a emetre's el 7 de gener de 2019; la quarta sèrie, el 27 de gener de 2020, i Netflix va estrenar la quarta temporada l'1 d'octubre de 2020.